# Подгорный (Башкортостан)
Подго́рный (баш. Подгорный) — деревня в Ишимбайском районе Башкортостана, входит в состав Макаровского сельсовета.

## Население
| 2002 | 2009 | 2010 |
| ---- | ---- | ---- |
| 25   | ↗30  | ↘26  |

## Географическое положение
Возле Подлесного в реку Зиган впадает река Ажакбуй.
Расстояние до:
- районного центра (Ишимбай): 53 км,
- центра сельсовета (Макарово): 11 км,
- ближайшей ж/д станции (Стерлитамак): 51 км.

## Улицы
В деревне одна улица: Центральная.

## Образование
Дети учатся в интернате Макаровской средней школы.